# Pastoralny Instytut Biblijny
Pastoralny Instytut Biblijny (ang. Pastoral Bible Institute, PBI) – korporacja prawna powołana w listopadzie 1918 roku w wyniku niezadowolenia części Badaczy Pisma Świętego z wyboru Josepha F. Rutherforda (1869–1942) na stanowisko prezesa Towarzystwa Strażnica po śmierci Charlesa Taze Russella (1852–1916). PBI jest wydawcą czasopisma „The Herald Of Christ’s Kingdom” prezentującego wierzenia i poglądy Wolnych Badaczy Pisma Świętego.

## Okoliczności powstania PBI
Założyciel ruchu Badaczy Pisma Świętego i równocześnie prezes Towarzystwa Strażnica, C.T. Russell, zostawił testament spisany 29 czerwca 1907 roku. Wyraził w nim nadzieję, że nadzór nad wydawanym przez niego czasopismem „Strażnica Syjońska” po jego śmierci obejmie grupa pięciu osób. Russell wskazał imiennie: Williama E. Page’a, Williama E. Van Amburgha, Henry’ego Claya Rockwella, Edwarda W. Brenneisena i Fredericka Homera Robisona oraz gdyby z jakiś przyczyn nastąpił wakat: A.E. Burgessa, Roberta H. Hirsha, Isaaca F. Hoskinsa, George’a H. Fishera, Josepha F. Rutherforda i dr. Johna Edgara (zmarł w 1910, sześć lat przed C.T. Russellem). Po śmierci C.T. Russella, która nastąpiła 31 października 1916, zgodnie z jego życzeniem testament ten został wydrukowany w najbliższym wydaniu „Strażnicy” z 1 grudnia 1916 roku.  Ponieważ William E. Page i Edward W. Brenneisen ze względów osobistych zrezygnowali z udziału w Komitecie Redakcyjnym wybrano na ich miejsce Roberta H. Hirsha i Josepha F. Rutherforda.
Zarząd Towarzystwa Strażnica powołał Komitet Wykonawczy w składzie: Alfred I. Ritchie – przewodniczący, William E. Van Amburgh – sekretarz oraz Joseph F. Rutherford – zastępca przewodniczącego. Komitet ten sprawował nadzór nad działalnością Towarzystwa Strażnica do czasu wyboru nowego prezesa. Jednymi z pierwszych decyzji Komitetu Wykonawczego podjętymi w listopadzie 1916 roku było powierzenie opracowania siódmego tomu Wykładów Pisma Świętego Claytonowi J. Woodworthowi i George’owi H. Fisherowi oraz wysłanie Paula S.L. Johnsona do Anglii.

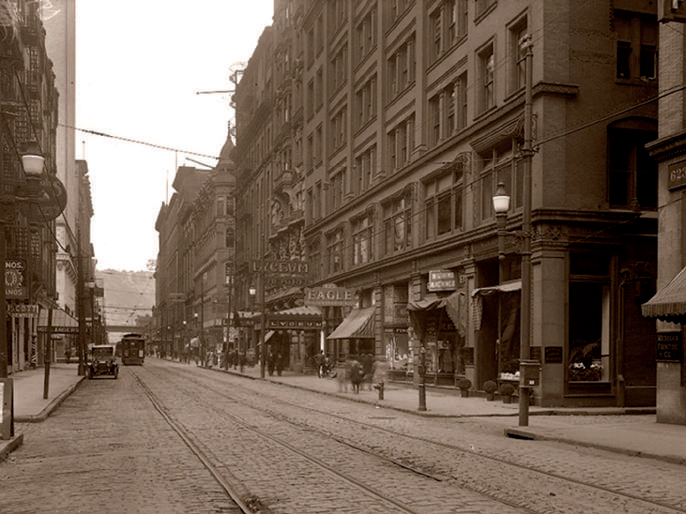
Lyceum Theater przy Penn Avenue w Pittsburghu,
gdzie 6 stycznia 1917 powołano Josepha F. Rutherforda na stanowisko drugiego prezesa Towarzystwa Strażnica

6 stycznia 1917 roku walne zgromadzenie akcjonariuszy Towarzystwa Strażnica na dorocznym spotkaniu zorganizowanym w Lyceum Theater w Pittsburghu powołało Josepha F. Rutherforda na stanowisko nowego prezesa, Andrew N. Pierson został wiceprezesem, a William E. Van Amburgh sekretarzem-skarbnikiem. W walnym zgromadzeniu uczestniczyło około 600 reprezentantów zborów. Rozwiązano też Komitet Wykonawczy. Na początku 1917 roku J.F. Rutherford odwołał z Wielkiej Brytanii przebywającego tam od 19 listopada 1916 roku P.S.L. Johnsona, który miał zapoznać się z sytuacją w angielskim biurze zarządu International Bible Students Association (IBSA) i zdać pisemną relację zarządowi Towarzystwa Strażnica. W trakcie tej wizyty w Wielkiej Brytanii Johnson przekroczył swoje uprawnienia, próbując odwołać 2 spośród 3 członków zarządu IBSA (Henry’ego J. Shearna i Williama Crawforda, którzy mu się sprzeciwiali). W przemówieniach Johnson przedstawiał siebie jako następcę C.T. Russella oraz wykorzystując niezgodnie z przeznaczeniem dokumenty pozwalające mu na kontrolę dokumentacji i finansów IBSA, w które przed wyjazdem wyposażył go Komitet Wykonawczy, bezprawnie przejął kontrolę nad londyńskim kontem bankowym Towarzystwa Strażnica. Nadzorca oddziału londyńskiego, Jesse Hemery, zwrócił się do J.F. Rutherforda z prośbą o reakcję. W rezultacie Rutherford wyznaczył kilkuosobowy komitet londyńskich współwyznawców nie należących do zarządu, który po zapoznaniu się z faktami zalecił odwołanie Johnsona.
P.S.L. Johnson ignorował wybory prezesa Towarzystwa Strażnica z 6 stycznia 1917 i komunikował się z Alfredem I. Ritchie by za jego pośrednictwem odwołać się do zarządu od decyzji prezesa nakazującej mu powrót z Wielkiej Brytanii. Nie tylko nie chciał się podporządkować decyzji nowego prezesa Towarzystwa Strażnica, ale też sprawiał wrażenie niezastąpionego w Wielkiej Brytanii, wysyłał listy i depesze usprawiedliwiające swoje postępowanie i w rezultacie do Nowego Jorku powrócił dopiero 31 marca 1917 roku. W kwietniu 1917 roku Johnson wdał się w spór z prezesem Towarzystwa Strażnica J.F. Rutherfordem. Wielokrotnie próbował nakłonić Rutherforda, by ponownie wysłał go do Londynu, na co jednak nie uzyskał zgody. W tym sporze P.S.L. Johnson próbował wpłynąć na członków zarządu, przeciągając na swoją stronę czterech z nich – Roberta H. Hirsha (29 marca 1917 zastąpił w zarządzie Henry’ego C. Rockwella), Alfreda I. Ritchiego (w zarządzie od 1911), Isaaca F. Hoskinsa (od 1908) i Jamesa D. Wrighta (od 1906). Wybór Rutherforda na stanowisko prezesa oraz jego nieugięty sposób zarządzania spowodował, że niezadowoleni członkowie zarządu podjęli nieudaną próbę przejęcia jego stanowiska. Na statutowym zebraniu zarządu, które zostało przeprowadzone 20 czerwca 1917 roku w poszerzonym składzie, czterech niezadowolonych członków zarządu próbowało przedstawić rezolucję dotyczącą poprawek statutu Towarzystwa Strażnica umożliwiających przekazanie uprawnień administracyjnych prezesa na ręce członków zarządu. Ponieważ propozycja ta była sprzeczna zarówno z porządkiem organizacyjnym obowiązującym za urzędowania C.T. Russella, jak również z wolą członków Towarzystwa Strażnica wyrażoną w głosowaniu na dorocznym spotkaniu statutowym 6 stycznia 1917 roku, prezes Towarzystwa J.F. Rutherford nie umieścił tego wniosku w porządku obrad, a plan przejęcia uprawnień prezesa przez zarząd został udaremniony.

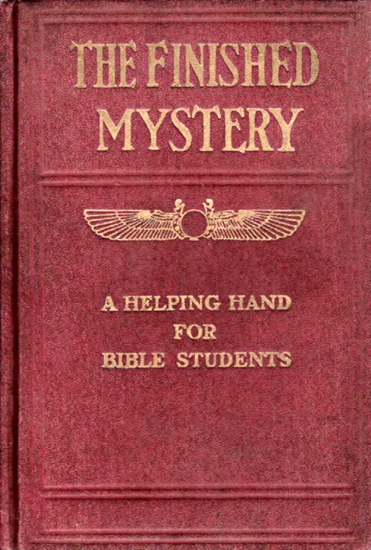
The Finished Mystery
(„Dokonana tajemnica”), edycja 1917

17 lipca 1917 roku Joseph F. Rutherford rozpowszechnił w trakcie śniadania rodziny Betel w Brooklynie 736-stronicową publikację „The Finished Mystery” („Dokonana tajemnica”), wydaną pod redakcją Claytona J. Woodwortha i George’a H. Fishera. Podobnie jak w czasach C.T. Russella, książka ta została wydana za zgodą prezydium zarządu, które stanowili prezes, wiceprezes i sekretarz-skarbnik. Wywołało to ostry sprzeciw czterech czołowych działaczy Badaczy Pisma Świętego, którzy oczekiwali, że decyzja o wydaniu książki powinna zapaść za zgodą zarządu w pełnym jego składzie. Publikacja ta z racji na silnie antywojenny wydźwięk przyczyniła się również do późniejszych prześladowań Badaczy Pisma Świętego i aresztowania ośmiu czołowych działaczy. W dniu wydania książki „The Finished Mystery”, w trakcie śniadania członków rodziny Betel w Brookylnie doszło do jawnej manifestacji P.S.L. Johnsona, Francisa H. McGee oraz czterech niezadowolonych członków zarządu wymierzonej przeciw przywództwu J.F. Rutherforda nad Towarzystwem Strażnica.
Ponieważ podważanie przez oponentów pozycji J.F. Rutherforda jako prezesa Towarzystwa Strażnica mogło sparaliżować pracę wykonywaną w domu Betel, Rutherford pozbawił Johnsona przywilejów pielgrzymskich i nakazał mu opuścić Dom Biblijny. Natomiast czterej niezadowoleni członkowie zarządu, którzy zostali zamianowani bezpośrednio przez C.T. Russella, lecz nie zostali wybrani przez głosowanie akcjonariuszy Towarzystwa Strażnica, zgodnie ze statutem Towarzystwa prawnie nie byli członkami zarządu. Ponieważ Towarzystwo Strażnica zostało zarejestrowane zgodnie z „Prawem o niedochodowych stowarzyszeniach Wspólnoty Pensylwanii” J.F. Rutherford zwrócił się w tej sprawie z prośbą o opinię do J. Fithiana Tatema (1869–1921), prawnika z Filadelfii, znawcy prawa o stowarzyszeniach zgodnie z prawodawstwem stanu Pensylwania. Po uzyskaniu odpowiedzi na piśmie Rutherford zwolnił ich ze stanowiska i w sierpniu 1917 roku z własnej woli opuścili oni Dom Betel w Brooklynie. Czterem zwolnionym członkom zarządu Rutherford zaproponował działalność w charakterze pielgrzymów, którą to propozycję odrzucili. Na ich miejsce Rutherford wyznaczył czterech nowych członków zarządu: Alexandra H. Macmillana, dr. Waltera E. Spilla, Johna A. Bohneta i George’a H. Fishera. Nominacja nowych członków zarządu została zatwierdzona na najbliższym zebraniu statutowym Towarzystwa Strażnica, które odbyło się 5 stycznia 1918 roku.
Jeszcze przed kolejnym zebraniem statutowym, w angielskim wydaniu Strażnicy z 1 listopada 1917 roku zaproponowano przeprowadzenie w każdym zborze referendum dotyczącego składu zarządu Towarzystwa oraz obsady stanowiska prezesa, wiceprezesa i sekretarza-skarbnika. Do 15 grudnia swoje głosy nadesłało 813 zborów ze Stanów Zjednoczonych. Na 11 421 biorących udział w referendum 10 869 osób opowiedziało się za sprawowaniem funkcji prezesa Towarzystwa Strażnica przez J.F. Rutherforda. Ostatecznie ponowny wybór J.F. Rutherforda na stanowisko prezesa oraz nieprzejednane stanowisko jego oponentów doprowadziły na początku 1918 roku do odłączenia się części Badaczy Pisma Świętego od Towarzystwa Strażnica.

## Powstanie PBI
5 stycznia 1918 roku na dorocznym walnym zebraniu członków Towarzystwa Strażnica odbyły się wybory siedmioosobowego zarządu. Do zarządu kandydowało szesnaście osób. Pielgrzym Richard H. Barber wysunął kandydaturę Josepha Rutherforda na stanowisko prezesa oraz sześciu innych osób na członków zarządu, Francis H. McGee – pełnomocnik opozycjonistów – zgłosił siedmiu innych kandydatów, a dwóch kandydatów zgłoszono niezależnie (Charles H. Anderson i William J. Hollister). Wybory te potwierdziły zwierzchnictwo J.F. Rutherforda nad Towarzystwem. Najpierw wybrano siedmioosobowy zarząd, w którym według liczby otrzymanych głosów znaleźli się: J.F. Rutherford, A.H. Macmillan, W.E. Van Amburgh, dr W.E. Spill, J.A. Bohnet, C.H. Anderson i G.H. Fisher, a następnie przez aklamację prawomocnie powołano Josepha F. Rutherforda na stanowisko prezesa, Charlesa H. Andersona jako wiceprezesa, a Williama E. Van Amburgha jako sekretarza-skarbnika. Nikt z opozycjonistów nie otrzymał wystarczającej liczby głosów członków Towarzystwa Strażnica by zostać wybranym do siedmioosobowego zarządu.

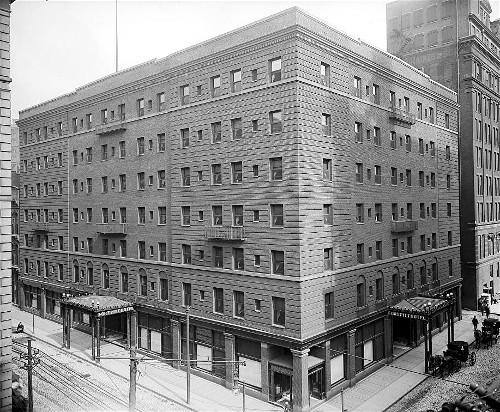
Hotel Fort Pitt w Pittsburghu, w którym postanowiono utworzyć PBI oraz dokonano rozłamu w ruchu Badaczy Pisma Świętego.

Po przegranych wyborach, w trakcie przerwy w obradach grono około 32 niezadowolonych działaczy grupy rozłamowej opuściło zebranie statutowe. Urządzili oni nieformalne zebranie w jednym z salonów hotelu Fort Pitt w Pittsburghu, w którym część z nich zatrzymała się na nocleg podczas zebrania statutowego. Spotkanie to przeciągnęło się również na dzień kolejny. Wtedy też powołano siedmioosobowy komitet, w skład którego weszli James D. Wright, Ingram I. Margeson, Francis H. McGee, Raymond Grant Jolly (zastąpił Mentę Sturgeona, który się wycofał), Paul S.L. Johnson, Isaac F. Hoskins oraz Robert H. Hirsh. Komitet ten, nazwany „Komitetem siedmiu”, postawił sobie za cel organizowanie zborów będących w opozycji do Towarzystwa Strażnica oraz poczynienie przygotowań do wydania nowego czasopisma pod nazwą „The Bible Standard and Herald of Christ’s Kingdom” (Sztandar Biblijny i Zwiastun Chrystusowego Królestwa). 26 marca 1918 roku opozycjoniści obchodzili Pamiątkę śmierci Chrystusa już poza zborami związanymi z Towarzystwem Strażnica.
1 marca 1918 roku członkowie Komitetu siedmiu rozesłali do pewnej liczby zborów Badaczy Pisma Świętego list zapowiadający rozpoczęcie pracy pielgrzymskiej niezależnej od Towarzystwa Strażnica oraz wydawanie niezależnego czasopisma. Pierwszy numer nowego czasopisma przedłożono Komitetowi siedmiu 18 lipca 1918 roku. W ciągu kilku miesięcy od stycznia do lipca 1918 doszło między członkami Komitetu do licznych sporów na tle organizacyjnym. Postanowiono utworzyć nową korporację później nazwaną Pastoralny Instytut Biblijny (PBI), której statut mieli opracować R.G. Jolly i F.H. McGee. Jednak w wyniku wewnętrznych poróżnień dotyczących przyszłych działań i zakresu uprawnień nowej korporacji pozostali członkowie komitetu rozpoczęli starania o usunięcie z jego składu R.G. Jolly’ego, P.S.L. Johnsona i R.H. Hirsha.
Podział grupy dokonał się na pierwszej konwencji zorganizowanej przez oponentów w dniach od 26 do 29 lipca 1918 w Asbury Park (New Jersey), w której uczestniczyło około 300 osób. Rozwiązano Komitet siedmiu powołany 5 stycznia w hotelu Fort Pitt argumentując, że komitet ten został powołany przez niewielkie grono 32 osób. W to miejsce uczestnicy konwencji powołali komitet założycielski w którym znaleźli się James D. Wright – prezes, Ingram I. Margeson – wiceprezes, Isaac F. Hoskins – sekretarz, P.L. Greiner – skarbnik, oraz członkowie: Francis H. McGee, Henry Clay Rockwell oraz F.F. Cook. Ostateczny rozpad pierwszej grupy nastąpił 5 sierpnia 1918 roku, a 12 sierpnia Johnson, Jolly i Hirsh postanowili działać wspólnie, co doprowadziło do powstania ruchu Laymen’s Home Missionary Movement (LHMM). 15 sierpnia 1918 ukazał się biuletyn komitetu założycielskiego PBI informujący o przebiegu konwencji w Asbury Park oraz o powołaniu komitetu w nowym składzie. Biuletyn ten ukazywał się raz w miesiącu od sierpnia do października.
W dniach 8–10 listopada 1918 roku zorganizowano konwencję w Providence (Rhode Island), w której uczestniczyło około 200–300 osób. Rozwiązano wówczas Komitet założycielski oraz utworzono Pastoralny Instytut Biblijny, który pod przewodnictwem F.H. McGee wspierał zbory Wolnych Badaczy Pisma Świętego. Rejestracja korporacji nastąpiła 23 listopada 1918 roku w Nowym Jorku. Pierwszy zarząd PBI stanowili: James D. Wright – prezes, Ingram I. Margeson – wiceprezes, Isaac F. Hoskins – sekretarz, P.L. Greiner – skarbnik, oraz członkowie: Francis H. McGee, Henry Clay Rockwell i E.J. Pritchard. W krótkim czasie opozycjoniści podzielili się na kilka niezależnych od siebie grup, które z czasem zaczęły zanikać. Na podstawie porównania sprawozdań z Pamiątki śmierci Chrystusa z 5 kwietnia 1917 i 13 kwietnia 1919 ocenia się, że zbory związane z Towarzystwem Strażnica opuściło mniej niż 4000 osób.
W grudniu 1918 roku ukazał się pierwszy numer czasopisma Pastoralnego Instytutu Biblijnego, nazwanego ostatecznie skróconą nazwą „The Herald Of Christ’s Kingdom” (nazwę skrócono ponieważ tą pierwotną zaproponował usunięty z Komitetu P.S.L Johnson). Nosił on numer 4 jako kontynuacja Biuletynu wydawanego od sierpnia. Jego komitet redakcyjny stanowili: Isaac F. Hoskins, Randolph Elwood Streeter, Ingram I. Margeson, Henry C. Rockwell i dr Samuel Nelson Wiley. Nakład czasopisma wynosił około 3000 egzemplarzy w Stanach Zjednoczonych i Kanadzie oraz około 1000 w innych krajach. Do czerwca 1961 roku czasopismo to ukazywało się jako miesięcznik, od numeru z lipca/sierpnia 1961 ukazuje się jako dwumiesięcznik. Do około 1960 roku biura PBI znajdowały się w Brooklynie przy Fulton Street 262. W Polsce publikacje Pastoralnego Instytutu Biblijnego wydaje wydawnictwo Na Straży.

## Późniejsze lata
W latach 30. XX wieku niektórzy prominentni działacze PBI pod wpływem pism Ernesta Charlesa Henningesa i Matthew L. McPhaila, którzy w roku 1909 wdali się w spór doktrynalny z Charlesem T. Russellem i odłączyli się od Towarzystwa Strażnica, zaczęli zaprzeczać niewidzialnej obecności Jezusa i innym ważnym wierzeniom Badaczy Pisma Świętego. Różnica poglądów w zarządzie dotycząca tolerowania na łamach czasopisma „The Herald Of Christ’s Kingdom” wierzeń sprzecznych z nauczaniem C.T. Russella zaznaczyła się podczas dorocznych wyborów, które odbyły się 6 czerwca 1936 roku. Do zarządu wybrano wówczas pięciu liberalnych dotychczasowych dyrektorów: dr. S.D. Bennetta, J.J. Blackburna, Jamesa C. Jordana, Percy’ego Leonarda Reada i Paula E. Thomsona oraz nominowanych przez nich Chestera E. Stilesa i Benjamina Boultera. Konserwatywni dyrektorzy I.F. Hoskins i B.A. Parkes oraz nominowani przez nich P.A. Gates, C.H.S. Kuehn, C.W. McCoy, S.N. McElvanyi i G.C. Stroke nie zostali wybrani do zarządu. Wówczas Isaac F. Hoskins (zm. 1957), który sprzeciwiał się zmianom doktrynalnym, a wraz z nim inni, wycofał się z działalności w Pastoralnym Instytucie Biblijnym i od kwietnia 1937 roku zaczął publikować czasopismo „The Watchers of the Morning” (Stróże Poranka), które ukazywało się do czerwca 1957 roku.
Zarząd PBI stanowi siedmiu dyrektorów wybieranych corocznie, którzy z kolei wybierają pięciu redaktorów czasopisma „The Herald Of Christ’s Kingdom”. W roku 1966 czasopismo miało 7181 subskrybentów z około 30 krajów. Pod koniec lat 60. XX wieku liczbę członków zborów Wolnych Badaczy Pisma Świętego szacowano na 15 tys. spośród których większość mieszkała w Stanach Zjednoczonych, a spora grupa w Polsce. Należeli oni do około 150–200 dużych zborów.
Po wyprowadzce z Brooklynu około 1960 roku działalność biurowa PBI została podzielona pomiędzy Saint Louis (Missouri) i Batavię (Illinois). Później biura PBI przeniesiono do Pacific Palisades w Kalifornii, a w roku 2015 do Bremerton w stanie Waszyngton. Od stycznia 2004 roku dwumiesięcznik „The Herald Of Christ’s Kingdom” zaczęto wydawać w języku polskim pod nazwą „The Herald Zwiastun Królestwa Chrystusowego”. W tym czasie członkami komitetu redakcyjnego angielskiego wydania czasopisma byli: Michael Brann, Carl Hagensick, Homer Montague, Michael Nekora oraz David Rice.

## Działalność wydawnicza
Oprócz czasopisma „The Herald Of Christ’s Kingdom” PBI opublikował również książki R.E. Streetera (1847–1924) na temat Księgi Objawienia „The Revelation of Jesus Christ” (2 tomy, 1923) i pośmiertnie na temat Księgi Daniela „Daniel the Beloved of Jehovah” (1928) oraz biografię C.T. Russella autorstwa Charlesa F. Redekera „Pastor C.T. Russell: Messenger of Millennial Hope”. PBI udostępnia także kompletną bibliotekę książek i artykułów napisanych przez C.T. Russella.